# DV-15拦截者
DV-15 RWS 30是法國诺曼底建筑机械制造公司推出的高速多用途快艇，配备了现代军事通信和作战管理系统。该船可用於普通的海岸沿岸的海事巡邏、打擊非法走私以及拦截海盜等任務，也可用于威慑、封锁、禁空、反舰等军事通途。
DV15拦截者多用途快艇采取V型船體設計，因此该船具備高速航行及優異的海上機動能力，同时因为该船极度轻量化的设计使得其可以在深度0.8米水域运行。

## 武器系统
DV-15攻擊快艇型号上配備一座英國貝宜系統與瑞典波佛斯合作研製的LEMUR遙控武器系統，该系統具備陀螺儀、紅外显示器、雷射測距儀以及追蹤攝影機等多种智能系统，搭配的武裝是一挺與LAV-25相同的M230链炮，使 DV15 RWS 30在進行高速機動時仍保有準確的打擊火力，除此之外DV-15还可以在船体武器加加挂防空导弹、电视制导导弹并可加载船体雷达来提高其作战能力和作战半径，因此DV-15和CB-90一样拥有了名为“海上装甲车”的称号。
另外，诺曼底建筑机械制造公司还以DV15為原形基础二次设计推出了放大版的DV-15即DV-33，較大的船体可在艦艉武器挂在架上安裝反艦飛彈，进一步提升其反艦能力和整体作战能力。

## 船只改型
- DV-33

## 装备国家
- 法国海军
- 也门海军
- 卡塔尔海军
- 阿联酋海军

## 流行文化
- DV-15多用途快艇的改型DV-15拦截者攻擊快艇（搭配作為兩舷機槍的CS/LM12型转管速射机枪，第2及第3乘员武器）在2013年第一人称射击游戏（Battlefield 4）中以中国人民解放军和俄军的海軍的攻擊快艇之姿出現，其中一艘在單人模式之關卡「怒海爭鋒」（South China Sea）當中被美國海軍陸戰隊精英小隊「墓碑」繳獲。